# Erich Steffen (Richter)
Erich Steffen (* 28. Mai 1930 in Erfurt) ist ein deutscher Jurist. Er war vom 30. November 1972 bis zu seinem Eintritt in den Ruhestand am 31. Mai 1995 Richter am Bundesgerichtshof und seit dem 29. Juni 1984 Vorsitzender Richter im VI. Zivilsenat des Bundesgerichtshofes.

## Leben
Der in Erfurt als Sohn eines Versicherungsdirektors geborene promovierte Jurist Steffen besuchte Gymnasien in Bochum, Malchin, Schwerin und Herne. Nach dem im Jahr 1950 abgelegten Abitur wurde er zunächst 1953 außerplanmäßiger Berginspektor in Dortmund. Im gleichen Jahr nahm der die juristische Ausbildung auf und legte nach einer Studienzeit von sieben Semestern in Hamm das erste Staatsexamen ab. Nach dem Assessorexamen war er bei verschiedenen Amts- und Landgerichten tätig. 1961 wurde er mit einer Dissertation zum Thema: „Geschichtliche Entwicklung und Rechtsnatur des Staatsvorbehaltes und seine Stellung zum Bergregal“ promoviert. Von 1965 bis 1969 war er als Landgerichtsrat und zuletzt als Oberlandesgerichtsrat (Oberlandesgericht Düsseldorf) als wissenschaftlicher Mitarbeiter am Bundesgerichtshof und am Bundesverfassungsgericht tätig. Am 30. November 1972 trat er seinen Dienst als Bundesrichter am Bundesgerichtshof an. Im VI. Zivilsenat, dem er seit seiner Ernennung angehörte, wurde er 1984 zum Vorsitzenden ernannt. 1995 trat er in den Ruhestand.
Steffen hat sich vor allem im Arzthaftungsrecht einen Namen gemacht.

## Veröffentlichungen
- Die Aushilfeaufgaben des Schmerzensgeldes, FS für Walter Odersky (1996), Berlin: Walter de Gruyter, S. 723–736, ISBN 3-11-014365-8
- Reichsgerichtsräte-Kommentar zum BGB, Walter de Gruyter (Mitautor)
- Löffler: Presserecht, C. H. Beck, München (Mitarbeit)
- Gerhardt/Steffen/Tillmanns: Kleiner Knigge des Presserechts, Nomos, Baden-Baden, 4. Aufl. 2015, ISBN 978-3-8487-1813-9
- Erich Steffen; Burkhard Pauge: Arzthaftungsrecht – Neue Entwicklungslinien der BGH-Rechtsprechung, RWS Verlag Kommunikationsforum, 2012, ISBN 978-3-8145-7837-8

## Würdigungen
- Erwin Deutsch, Ernst Klingmüller, Josef Kullmann (Hrsg.): Der Schadensersatz und seine Deckung. Festschrift für Erich Steffen zum 65. Geburtstag am 28. Mai 1995, Walter de Gruyter, Berlin/New York 1995, ISBN 3-11-014537-5
- Würdigung zum 90. Geburtstag in zfs 5/2020 (Online)